# Molophilus (Molophilus) soror
Molophilus (Molophilus) soror is een tweevleugelige uit de familie steltmuggen (Limoniidae). De soort komt voor in het Nearctisch gebied.